# Universal-Lexikon der Gegenwart und Vergangenheit

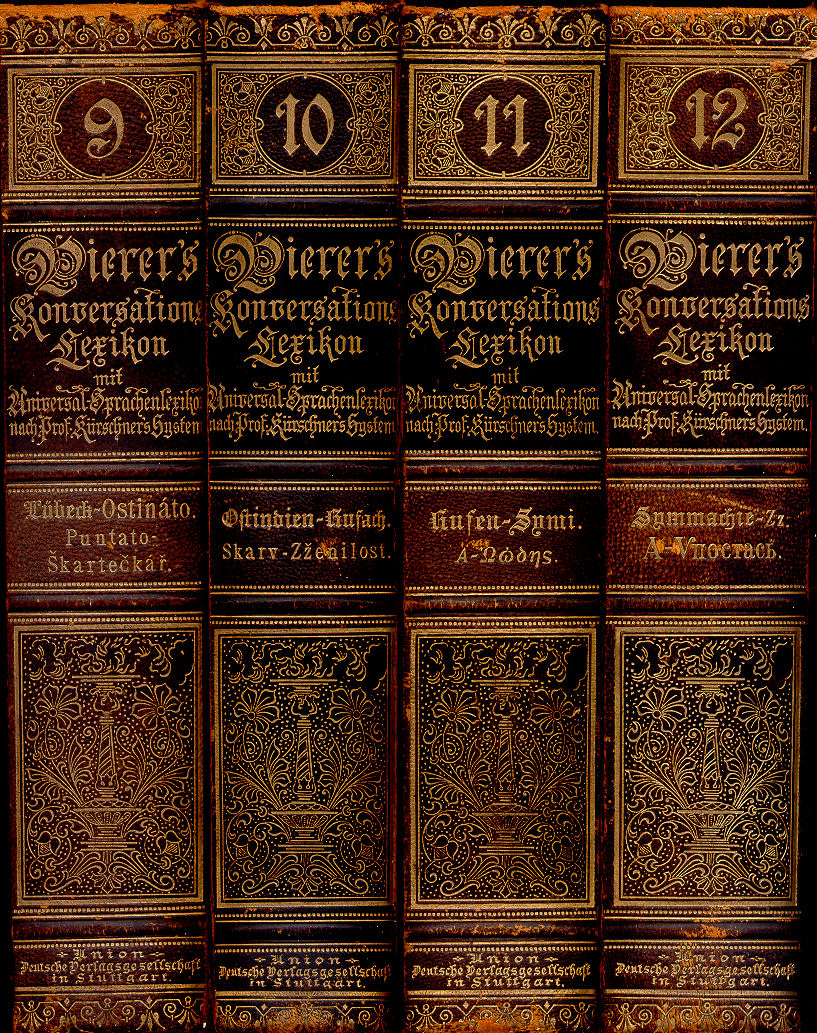
Buchrücken

Das Universal-Lexikon der Gegenwart und Vergangenheit ist ein enzyklopädisches Konversationslexikon von Heinrich August Pierer (1794–1850); es gilt als „das erste voll ausgeformte moderne allgemeine Lexikon“ (Gurst 1976).

## Übersicht

Beispielseite aus Pierers „Universal-Lexikon“, 2. Auflage, 3. Ausgabe

Weniger bekannt als die drei namhaften Konversationslexika des 19. Jahrhunderts – Brockhaus, Meyers Konversations-Lexikon und Herders Conversations-Lexikon – ist das Universal-Lexikon der Gegenwart und Vergangenheit von Heinrich A. Pierer (Universal-Lexikon der Gegenwart und Vergangenheit oder neuestes encyclopädisches Wörterbuch der Wissenschaften, Künste und Gewerbe oder kurz: Pierers Enzyklopädisches Wörterbuch).
Es erschien erstmals zwischen 1824 und 1836 in 26 Bänden und wurde nach Pierers Tod von Julius Löbe fortgesetzt; an der Erstellung der 2. Auflage waren über 220, an späteren Auflagen sogar über 300 Mitarbeiter beteiligt.

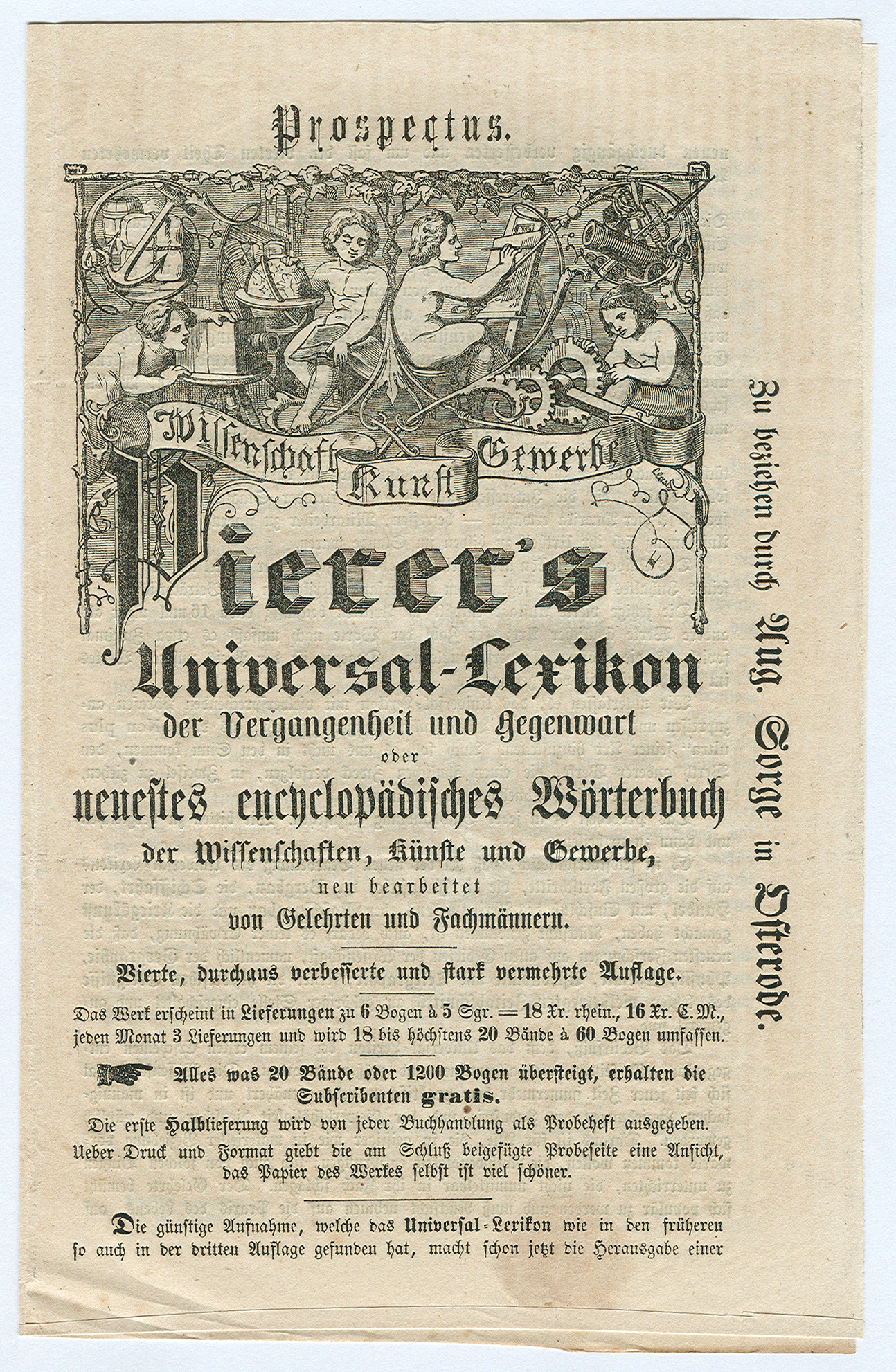
4-seitiger Prospectus von 1856 zur 4. Auflage, Vertrieb: August Sorge

Pierer veröffentlichte in kurzen Abständen mehrere jeweils aktualisierte Neuauflagen: 1840–1846 (2. Auflage in 34 Bänden; insges. zirka 17.000 Seiten), 1849–1852 (3. Auflage in 17 Bänden). Löbe veranlasste eine grundlegende Neubearbeitung, die 1857–1865 erschien (4. Auflage in 19 Bänden). Eine weitere folgte 1867–1873 (5. Auflage); an der folgenden Auflage von 1875–1880 war Löbe nicht mehr beteiligt (6. Auflage in 18 Bänden, erschienen im Verlag Adam Spaarmann, Oberhausen und Leipzig, sowie später beim Literarischen Institut Baruch, Köln, und danach im Verlag J. W. Spemann, Stuttgart). Die 7. Auflage (in 12 Bänden) wurde von Joseph Kürschner bearbeitet und weist zu jedem Stichwort die Übersetzungen (nur des Begriffs) in 12 Sprachen auf.
Als Ergänzungen und zur Aktualisierung erschienen 1841–1847 erstmals sechs Supplementbände, 1850–1854 weitere sechs Supplementbände sowie 1855 ein Band mit den Neuesten Ergänzungen und 1865–1873 drei Bände als Jahrbücher. Zusätzlich wurde 1848 ein Illustrationsband mit 2.500 Abbildungen auf 67 lithographischen Tafeln veröffentlicht.

## Konzeption

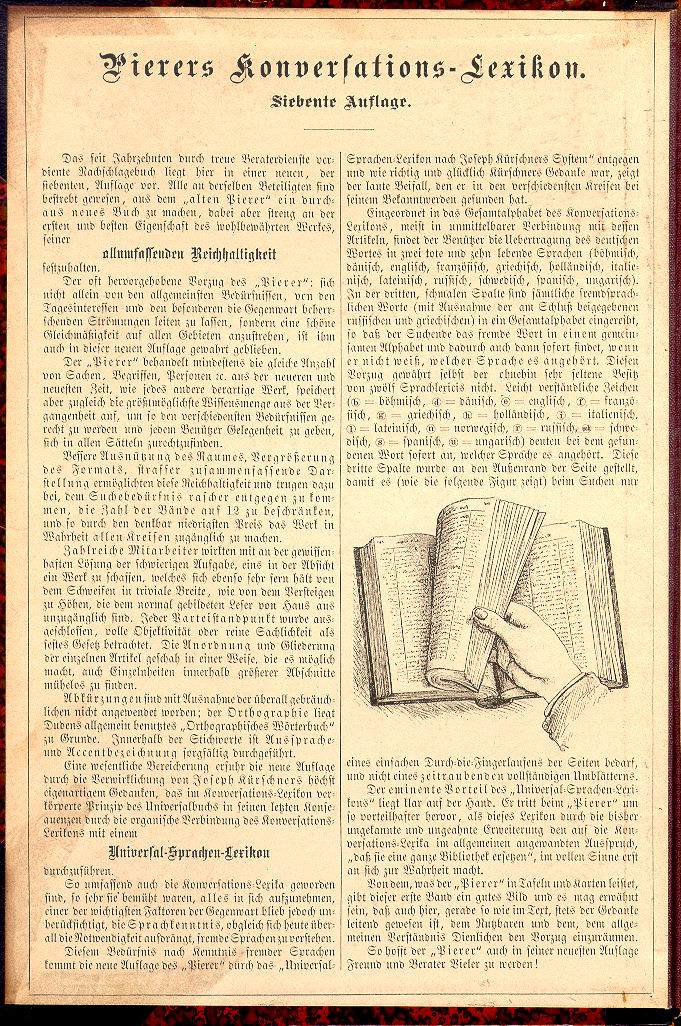
Erklärungsseite

In der Vorbemerkung im 1. Band der 7. Auflage von Pierers Konversations-Lexikon von 1888 wird das Werk von anderen Werken abgegrenzt:

„Der oft hervorgehobene Vorzug des ‚Pierer‘: Sich nicht allein von den allgemeinsten Bedürfnissen, von den Tagesinteressen und den besonderen die Gegenwart beherrschenden Strömungen leiten zu lassen, sondern eine schöne Gleichmäßigkeit auf allen Gebieten anzustreben, ist ihm auch in dieser neuen Auflage gewahrt geblieben. Der ‚Pierer‘ behandelt mindestens die gleiche Anzahl von Sachen, Begriffen, Personen etc. aus der neueren und neuesten Zeit, wie jedes andere derartige Werk, speichert aber zugleich die größtmögliche Wissensmenge aus der Vergangenheit auf, um so den verschiedensten Bedürfnissen gerecht zu werden und jedem Benützer Gelegenheit zu geben, sich in allen Sätteln zurechtzufinden. […] Eingeordnet in das Gesamtalphabet des Konversationslexikons, meist in unmittelbarer Verbindung mit dessen Artikeln, findet der Benützer die Uebertragung des deutschen Wortes in zwei tote und zehn lebende Sprachen. […] Der eminente Vorteil des ‚Universal-Sprachen-Lexikons‘ liegt klar auf der Hand. Er tritt beim >Pierer< umso vorteilhafter hervor, als dieses Lexikon durch die bisher ungekannte und ungeahnte Erweiterung den auf die Konversationslexika im allgemeinen angewandten Ausspruch, ‚daß sie eine ganze Bibliothek ersetzen,‘ im vollen Sinne erst an sich zur Wahrheit macht.“

## Rezeption und Wirkung

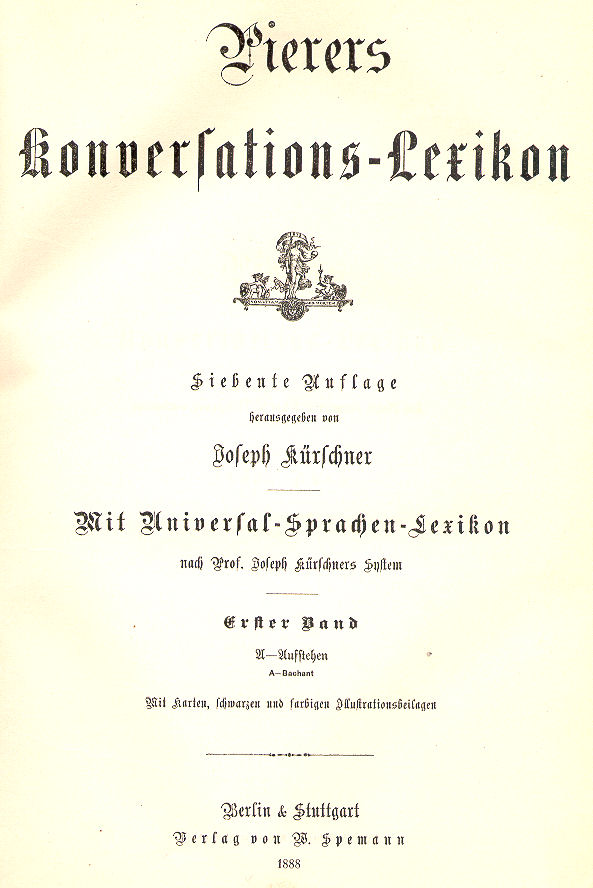
Titelseite

Das Werk ist heute zwar weitgehend vergessen, wurde von Zeitgenossen jedoch hoch geschätzt; so schrieben zeitgenössische Kritiker, Pierers Werk sei „das reichhaltigste Conversationslexicon, welches die Thatsachen mit einer Vollständigkeit, wie sie sich nur irgend erwarten läßt, und deßwegen für jeden ein äußerst brauchbares Handbuch zum Nachschlagen ist“ (Gustav Schwab und Karl Klüpfel).
Pierers Universallexikon diente dem  Großen Conversations-Lexicon für die gebildeten Stände (1840–1855) als Vorbild. Pierer klagte 1848, Joseph Meyer habe

„in der ganzen Anlage unserem Werk nachgebildet […], indem er unseren Plan, unser Register benutzte, ersparte er sich gerade den mühsamsten und schwierigsten Teil der Anlage.“

Karl May und Arno Schmidt nutzten sehr ausgiebig Pierers Universallexikon als Informationsquelle. Karl Mays „Fremdsprachenkenntnisse“ gehen unter anderem auf die Sprachen-Artikel zurück. Auch der preußische Generalfeldmarschall Helmuth von Moltke zählte zu den eifrigen Benutzern des Nachschlagewerkes.

## Digitale Gesamtausgabe des Werks
Eine digitale Gesamtausgabe der 4. Auflage (1857–1865) wurde als DVD-ROM von der Directmedia Publishing GmbH, Berlin unter der ISBN 3-89853-515-0 als Band 115 der Digitalen Bibliothek herausgegeben. Diese schließt eine Faksimile-Darstellung der Originalausgabe ein und ermöglicht Volltext-Recherchen.
Die vollständige Ausgabe ist auch auf der Plattform zeno.org verfügbar.